# Guanarteme

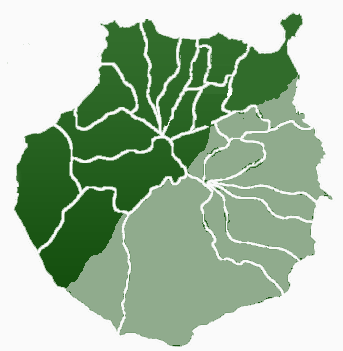
Localització dels guanartemats pel que fa als moderns municipis. Gáldar en verd fosc i Telde en verd clar.

Guanarteme era el terme que rebien els caps o reis aborígens a l'illa de Gran Canària −Canàries− abans de la conquesta europea al segle xv.

## Etimologia
El terme guanarteme, de procedència aborigen i que apareix en la documentació històrica també amb les grafies guadarteme i guadnarteme, ha estat tradicionalment traduït com a fill d'Artemi fent al·lusió al primer rei de l'illa.
Aquest plantejament és defensat pel filòleg Ignacio Reyes per qui guanarteme val 'aquest (d'aquí és) de Artem(i)' des de la forma original wa-(d)-n-Artem. No obstant això, el també filòleg Juan Álvarez Delgado nega aquest origen per al terme, recolzant-se en les fonts documentals que apunten al fet que el veritable valor del terme és «rei», proposant com a forma original ewad-n-artérmin o 'el mosso aquest de rei'.

## Característiques
Les fonts tradicionals apunten l'existència en Gran Canària als moments previs a la conquesta europea de dues demarcacions territorials superiors denominades en la historiografia moderna com guanartemats: el del Gáldar i el de Telde, al capdavant de cadascun hi havia un guanarteme.
Els guanartemes es trobaven en el cim de la jerarquitzada estructura social aborigen. Per a alguns autors el càrrec s'heretava a través del matrillinatge, existint la pràctica de l'endogàmia entre els membres de la família «reial». Per a l'especialista en Ciències Històriques Celso Martín de Guzmán el guanarteme actuava com a «braç executor» de la reina o guayarmina, veritable senyora de la terra qui ostentava i transmetia la legitimitat i titularitat del govern.
El guanarteme s'ajudava al seu govern d'un consell de nobles o guayres denominat sabor, a més de comptar amb l'ajuda d'un jutge-sacerdot anomenat faycán.

## Història
Una tradició històrica recollida per Juan de Abréu Galindo apunta al fet que anys abans de l'arribada dels conqueridors normandos en 1402 l'illa es trobava dividida en nombrosos territoris independents regits per caps tribals. L'ordre entre els diferents cantons, que solien tenir enfrontaments per les pastures, era mantingut per la figura d'una dona anomenada Atidamana, qui exercia el paper de jutgessa en els conflictes i a qui tots respectaven i obeïen, posseint a més caràcters de gran sacerdotessa. Tanmateix alguns caps no van voler acatar les decisions d'Atidamana, defensant que no havien d'estar sotmesos davant una dona, i van continuar amb els seus enfrontaments. Vist això, Atidamana va prendre com a espòs un cabdill guerrer del terme de Gáldar anomenat Gumidafe, i junts van fer la guerra a la resta de caps fins a aconseguir finalment el control total de l'illa i la unificació del govern.
Posteriorment, dos germans descendents d'Atidamana i Gumidafe divideixen l'illa en dos regnes, encara que mantenint la seu del sabor a Gáldar. Però això va motivar temps després enfrontaments entre els dos regnes.
Finalment, just abans de l'arribada dels conqueridors castellans en 1478, l'illa torna a quedar virtualment unificada a causa de la mort dels dos guanartemes i a la minoria d'edat dels seus respectius hereus. De manera interina és nomenat guanarteme Tenesor Semidan, nebot del rei de Gáldar, qui assumeix a més la defensa dels drets del jove hereu de Telde Bentejuí.

## Guanartemesconeguts
Les fonts històriques més antigues confirmen l'existència dels dos guanartemes de Gáldar i Telde, on hi regnaven en temps previs a la conquesta Egonaiga −també anomenat Guayasen− i Bentago respectivament. A aquests va succeir de manera interina com queda dit el seu parent Tenesor Semidan, acceptat com a rei de Telde Bentejuí després de la captura i conversió de Tenesor en 1482.
Autors posteriors donen altres noms de reis anteriors com són: Artemis, Tabohorsen, Tagohorcer o Tahogocer Semidan, Guanarche Semidan i Tagoter o Tagoten Semidan.

## Refereències
1. ↑  Reyes García, Ignacio. Diccionario Ínsuloamaziq.  Santa Cruz de Tenerife: Fondo de Cultura Ínsuloamaziq, 2011. ISBN 978-84-615-0960-7.
2. ↑  Álvarez Delgado, Juan «Instituciones políticas indígenas de la isla de Gran Canaria. Guaires y cantones. Guanartemes y reinos». Anuario de estudios atlánticos. Patronato de la Casa de Colón [Las Palmas de Gran Canaria], 28, 1982, pàg. 265-342. ISSN: 0570-4065.
3. ↑  Pérez Saavedra, Francisco «Una matriarca insular. La abuela de Tenesoya». Revista de historia canaria. Universidad de La Laguna [San Cristóbal de La Laguna], 175, 1984-1986, pàg. 985-1002. Arxivat de l'original el 2016-02-17. ISSN: 0213-9472 [Consulta: 2 setembre 2018].
4. 1 2  Martín de Guzmán, Celso. La arqueología prehistórica de Gran Canaria sometida al análisis estructural. Coordinado por Francisco Morales Padrón. 2.  Las Palmas de Gran Canaria: Cabildo de Gran Canaria, 1985. ISBN 84-85628-57-8. Arxivat 2016-10-10 a Wayback Machine.